# Żórawina (gromada)
Żórawina – dawna gromada, czyli najmniejsza jednostka podziału terytorialnego Polskiej Rzeczypospolitej Ludowej w latach 1954–1972.
Gromady, z gromadzkimi radami narodowymi (GRN) jako organami władzy najniższego stopnia na wsi, funkcjonowały od reformy reorganizującej administrację wiejską przeprowadzonej jesienią 1954 do momentu ich zniesienia z dniem 1 stycznia 1973, tym samym wypierając organizację gminną w latach 1954–1972.
Gromadę Żórawina z siedzibą GRN w Żórawinie utworzono – jako jedną z 8759 gromad na obszarze Polski – w powiecie wrocławskim w woj. wrocławskim, na mocy uchwały nr 32/54 WRN we Wrocławiu z dnia 2 października 1954. W skład jednostki weszły obszary dotychczasowych gromad Żórawina, Galowice, Krajków i Żerniki Wielkie ze zniesionej gminy Żórawina, Rzeplin, Mędłów i Turów ze zniesionej gminy Św. Katarzyna oraz Szukalice ze zniesionej gminy Gniechowice w tymże powiecie. Dla gromady ustalono 22 członków gromadzkiej rady narodowej.
1 stycznia 1960 do gromady Żórawina włączono wsie Mnichowice, Bratowice, Jarosławice, Okrzeszyce, Rynakowice, Milejowice i Wojkowice ze zniesionej gromady Mnichowice w tymże powiecie.
31 grudnia 1961 do gromady Żórawina włączono wsie Karwiany, Komorowice i Suchy Dwór ze zniesionej gromady Żerniki Wrocławskie w tymże powiecie.
1 stycznia 1972 do gromady Żórawina włączono obszar zniesionej gromady Węgry (oprócz wsi Przecławice) w tymże powiecie.
Gromada przetrwała do końca 1972 roku, czyli do kolejnej reformy gminnej. 1 stycznia 1973 powiecie wrocławskim reaktywowano gminę Żórawina.